# Temnora eranga
Temnora eranga is een vlinder uit de familie van de pijlstaarten (Sphingidae). De wetenschappelijke naam van de soort werd in 1889 gepubliceerd door William Jacob Holland.